# Suaeda
Suaeda Forssk. ex J.F.Gmel. es un género de plantas fanerógamas con 115 especies que pertenece a la familia de las amarantáceas. Muchas especies son halófitas y muchas pueden tolerar suelos alcalinos.

## Descripción
Son plantas anuales, arbustos enanos, raramente árboles enanos. Glabras, papilosas o con pelos fugaces. Los tallos jóvenes de color verde pálido o púrpura en todas partes, o con líneas longitudinales verdes, densamente arbolada. Hojas alternas, enteras, sésiles o poco pecioladas, lineal para casi circular, ± suculenta, cilíndricas, semi-cilíndricas o planas en ambos lados. Las inflorescencias terminales,  por lo general ramificado. Fruto horizontal, vertical u oblicua, con, parecido al papel pericarpio delgado. Semillas ligeramente a fuertemente aplanados, en forma de disco a casi globular.

## Taxonomía
El género fue descrito por Forssk. ex J.F.Gmel.  y publicado en Onomatologia botanica completa, oder Vollstandiges botanisches Worterbuch. Frankfurt 8: 797. 1776. La especie tipo es: Suaeda vera Forssk. ex Gmelin.
Etimología
Suaeda: nombre genérico que proviene de un antiguo nombre árabe para la especie Suaeda vera y que fue asignado como el nombre del género en el siglo XVIII por el taxónomo Peter Forsskal.

## Especies seleccionadas
- Suaeda aegyptiaca (Hasselq.) Zohary 1957
- Suaeda altissima (L.) Pall. - matilla, mata, sosa negra, sosa parda, cañametes.[5]
- Suaeda aralocaspica  (Bunge) Freitag & Schütze 2003
- Suaeda articulata Aellen 1961
- Suaeda australis (R.Br.) Moq.
- Suaeda baluchestanica Akhani & Podlech 1997
- Suaeda calceoliformis (Hook.) Moq. 1840
- Suaeda californica (Nutt. ex Moq.) S.Watson 1874
- Suaeda conferta (Small) I.M.Johnst. 1943
- Suaeda crassifolia Pall.
- Suaeda densiflora A.Soriano ex Giusti 1984
- Suaeda ericoides Johow ex Skottsb. 1937
- Suaeda esteroa Ferren & S.A.Whitmore 1983
- Suaeda × genesiana Pedrol & Castrov.
- Suaeda ifniensis Caball.
- Suaeda linearis  (Elliott) Moq. 1840 - romerillo de México[5]
- Suaeda maris-mortui Post
- Suaeda maritima (L.) Dumort. 1827
- Suaeda mexicana Standl. 1929  - romerillo, romerito, romeritos
- Suaeda moquinii (Torr.) A.Nelson ex Greene 1909
- Suaeda neuquenensis M.A.Alonso, Contic. & Cerazo 2004
- Suaeda nigra J.F.Macbr. 1918
- Suaeda occidentalis S.Watson 1874
- Suaeda pulvinata Alvarado Reyes & Flores Olv. 2013
- Suaeda rolandii Bassett & Crompton 1978
- Suaeda salina B.Nord. 1970
- Suaeda sibirica Lomon. & Freitag 2008
- Suaeda splendens Gren. & Godr.
- Suaeda suffrutescens
- Suaeda tamariscina Lindl.
- Suaeda trigyna Heynh. 1847
- Suaeda turkestanica Litv. 1908
- Suaeda vera Forssk. ex J.F.Gmel. 1791
  -  Suaeda vera subsp. longifolia (Koch) O.Bolòs & Vigo 1974
- Suaeda vermiculata Forssk. ex J.F.Gmel.
- Lista completa de especies